# Asedio de Mesolongi
El asedio de Mesolongi fue un episodio clave de la guerra de independencia de Grecia de la década de 1820, más por su importancia política que militar, porque contribuyó considerablemente a hacer la opinión europea favorable a la independencia griega.
Mesolongi (en griego: Μεσολόγγι, debido a su situación en la costa norte del golfo de Patras, ocupa una posición estratégica que de hecho la convierte en la llave del golfo de Corinto, pero también domina el Peloponeso y la Grecia más al norte. Había demostrado esta importancia durante la batalla de Lepanto, en el siglo XVI.
Mesolongi fue asediada repetidamente por los otomanos durante la guerra de independencia de Grecia: sin éxito en 1822, de nuevo en 1823 y finalmente en 1825-1826, cuando tomaron la ciudad en abril de este último año. Esta derrota griega tuvo un papel determinante en la victoria final en la guerra de independencia. A los defensores de la ciudad se había unido en efecto lord Byron en 1824, que los había financiado y entrenado. Su óbito estremeció a los filohelenos (liberales occidentales sensibles a la causa de los griegos) y a Europa en general. La defensa heroica y el sacrificio de la población de la ciudad durante el último cerco empujó a Occidente a intervenir en la contienda.

## Guerra de independencia griega

El arzobispo de Patras, Germanos, bendiciendo a los insurgentes griegos.

La guerra de independencia griega fue una guerra contra la Administración otomana. Aunque los enfrentamientos principales tuvieron lugar en el Peloponeso y en torno a Atenas, hubo también combates en Epiro y en la Grecia central.
Efectivamente, Alí bajá de Janina, que buscaba asegurar definitivamente la independencia de su territorio en Epiro, se había rebelado contra el sultán Mahmut II en 1820. La Sublime Puerta (nombre dado en ocasiones al Gobierno del Imperio otomano) había tenido que movilizar todo un ejército en torno a Ioánina para hacerle frente. El sultán había enviado a Jursit bajá, entonces gobernador del Peloponeso, al frente de sus tropas para aplastar la rebelión. Mesolongi era el puerto estratégico de comunicación entre ambas regiones, el Peloponeso y Epiro.
Para los patriotas griegos organizados en la Filikí Etería y que preparaban el alzamiento nacional desde el final del siglo XVIII la rebelión de Alí bajá favorecía sus planes, ya que habría potencialmente menos de soldados otomanos disponibles para reprimir su levantamiento. La insurrección estalló en el Peloponeso. Comenzó entre el 15 y el 20 de marzo de 1821, por toda la costa septentrional del Peloponeso (Patras, Vostitsa, Kalavryta) y en la península de Mani. Theodoros Kolokotronis, uno de los jefes de la insurrección, había recorrido el Peloponeso a principios de 1821 con el fin de fomentar la causa de la independencia. Había partido de Zante que, junto con Corfú, era una de los lugares donde se preparó la insurrección. Las islas Jónicas cerraban el golfo de Corinto, en cuya entrada se encuentran tanto Mesolongi como Patras. El 25 de marzo, el arzobispo de Patras, Germanos, proclamó la guerra de liberación nacional.
Los insurgentes griegos tomaron en algunos meses el control de Acarnania y de Etolia (el oeste de la Grecia continental, al sur del golfo de Arta), mientras que en Epiro los suliotas aliados a Alí bajá habían recobrado la posesión de sus montañas en noviembre de 1820 y acosaban junto con los armatoles de la región a las tropas otomanas. La alianza era de conveniencia: los griegos no olvidaban que Alí bajá había perpetrado matanzas de suliotas a principios de siglo. Dos tentativas otomanas de atravesar los puertos del Makrynoros (la principal vía de paso entre la región de Arta y Etolia-Acarnania) fueron rechazadas en mayo y junio. A finales de noviembre, la coalición de los armatolos griegos, de los suliotas y de las tropas de Alí atacó Arta; a pesar de ciertos éxitos iniciales, estas fuerzas no consiguieron defenderla del contraataque otomano. Las tropas de Alí abandonaron entonces a sus aliados y se pasaron al campo otomano, en parte por las desmanes antimusulmanes de los cristianos (conversiones forzosas, destrucción de mezquitas, matanzas, en especial la de Tripolizza en octubre).
Alí bajá murió a comienzos de 1822. A partir de entonces, los otomanos pudieron concentran sus fuerzas contra los insurgentes griegos, en el sur y en Epiro. Jursit bajá, que había negociado con los griegos la liberación de sus mujeres y de su lugarteniente capturados en Tripolizza a cambio de una fuerte suma y de la liberación de sus rehenes suliotas, retomó la ofensiva a finales de mayo de 1822.
Mesolongi contaba a principios de la década de 1820 con en torno a cinco mil quinientos habitantes, de los que casi todos vivían de la mar. Construida en uno de los extremos de una bahía poco profunda de difícil acceso para las naves de gran calado, la ciudad está separada del mar, que se encuentra a siete kilómetros, por una laguna pantanosa llamada Limnothalassa; queda así protegida por el oeste y el sur. La entrada de la bahía está dominada además por los islotes de Vasiladi, Dolmâ y Anatolikon (sobre el cual se hallaba una fortaleza). Hacia el este, el monte Aracinto constituía otra defensa natural. A pesar de estas defensas naturales, las artificiales se limitaban a un pequeño foso casi lleno, una muralla en mal estado y cuatro viejos cañones.

## Primer asedio (noviembre de 1822-enero de 1823)
Después de la derrota y muerte de Alí bajá, los suliotas se encontraron prácticamente solos frente a las numerosas tropas de Jursit bajá (catorce mil hombres). Solicitaron entonces el auxilio de los demás griegos insurrectos. Alexandros Mavrokordatos acudió al lugar con novecientos veinte pallikares griegos y ciento veinte filohelenos. Sus ocho naves zarparon de Corinto rumbo a Mesolongi, puerto de entrada a Etolia. Los suliotas, en un último esfuerzo, habían conseguido desembarazarse de los otomanos. Mavrokordatos acudió a su encuentro y luego marchó hacia Arta, donde fue vencido el 4 de juliojul./ 16 de juliogreg. por siete u ocho mil otomanos en la batalla de Peta. Perdió un tercio de sus hombres y la mitad de los filohelenos y tuvo que replegarse hacia el sur. Después de firmar una capitulación en agosto, los suliotas pasaron a Cefalonia en septiembre, en buques británicos.

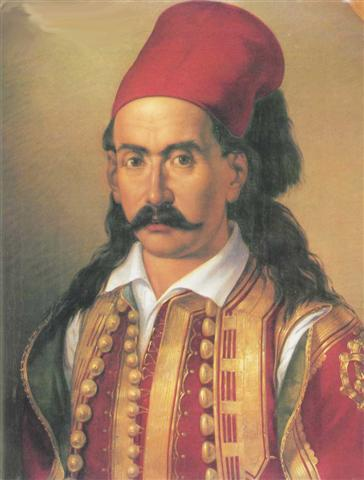
Markos Botsaris

A mediados de octubre, el ejército otomano mandado por Omer Vrioni abandonó Arta y atravesó el Makrynoros sin encontrar oposición; una parte de los armatoles se unió al bando otomano. Los griegos decidieron evacuar Etolia, abandonar las posesiones y quemar tanto las granjas como las cosechas, para que no se adueñasen de ellas los otomanos.
Los griegos convergían en Mesolongi. Allí acudió también el ejército otomano el 25 de octubrejul./ 6 de noviembregreg.. Mientras que la infantería turca bloqueaba la ciudad por tierra, tres naves de guerra la bloquearon por mar. Mavrokordatos y Markos Botsaris no querían abandonar Mesolongi, porque la pérdida de la ciudad habría flanqueado el paso de las tropas turcas al Peloponeso. Las fuerzas enfrentadas, sin embargo, no favorecían al bando griego: trescientos sesenta de estos, con municiones y víveres apenas para un mes, estaban rodeados por once mil soldados otomanos con once cañones y cuatro obuses. Entre los soldados de la Sublime Puerta, se encontraban los albaneses musulmanes, considerados como las tropas selectas que aún continuaban invictas.
Omer Vrioni comenzó por negociar para tratar de lograr la rendición pacífica de la localidad sin tener que combatir. Para mostrar su buena voluntad, concedió una tregua de ocho días con el fin de que los griegos pudiesen reunir los barcos necesarios para la evacuación de los civiles. Hidra y Spetses enviaron siete naves que, en lugar de evacuar las poblaciones, persiguieron a las otomanas (9 de noviembrejul./ 21 de noviembregreg.); después desembarcaron refuerzos: primero setecientos peloponesios mandados entre otros por Petrobey Mavromichalis, después mil pallikares con sus capétans (jefes), con provisiones y municiones (13 de noviembrejul./ 25 de noviembregreg.).
Por su parte, los sitiadores sufrían hambre y enfermedades (la región de Mesolongi es muy pantanosa). Además, los soldados albaneses reclutados por Omer Vrioni, que no habían recibido su paga, se negaban a combatir. Las salidas regulares y cruentas de los asediados desmoralizaban además a las tropas otomanas.
Omer Vrioni decidió rematar el asedio lanzando un asalto el día de Navidad de 1822 (del calendario juliano). Esperaba que los asediados, ocupados en la fiesta religiosa, bajarían la guardia, facilitando la maniobra de los atacantes. El efecto de sorpresa se perdió, sin embargo, porque algunos cristianos al servicio de los otomanos consiguieron prevenir a los sitiados. Estos estaban por tanto en sus puestos cuando la infantería otomana pasó a la acción. El combate duró tres horas. Los otomanos tuvieron finalmente que batirse en retirada después de haber perdido quinientos hombres (entre muertos y heridos) y doce banderas. Los griegos no sufrieron más que cuatro muertos.
Los asediados continuaron sus salidas de hostigamiento los días siguientes. Les ayudaban pequeñas bandas de pallikares que habían conseguido alcanzar Mesolongi por tierra. Se había anunciado una expedición de socorro para librar a los griegos sitiados y se enviaron tropas al mando de Mavromichalis a la desembocadura del Aqueloo, con el fin de cortar la retirada otomana. Por otra parte, ciertos armatoles como Rhangos, que se habían pasado al campo otomano en julio después de la derrota de Peta, volvieron nuevamente al griego y ocuparon los desfiladeros del Macrynoros.
Cada vez más amenazado, Omer Vrioni dio orden de levantar el campo. Los otomanos levantaron el asedio la noche del 11 al 12 de enero de 1823 (19 de noviembrejul./ 1 de diciembregreg.), abandonando toda su artillería. Un desacuerdo, que abundaban entonces entre los jefes griegos, retrasó la persecución. El ejército otomano no logró cruzar el Aqueloo y tuvo que acampar en las ruinas de Vrachori; un intento de cruce fue rechazado el 2 de febrero, y el hambre comenzó a afectar intensamente al campamento otomano, ya que la región había sido arrasada. Los otomanos no lograron franquear el río hasta el 27 de febrero, operación en la que se ahogaron seiscientos soldados. Finalmente, los restos del ejército otomano alcanzaron sus bases en Vonitsa y Preveza en torno al 5 de marzo, atravesando el golfo de Ambracia en barco.
El balance de este primer cerco de Mesolongi fue favorable para los griegos insurrectos: los albaneses del ejército otomano perdieron su reputación de invencibilidad y los otomanos no podían ya intentar retomar el Peloponeso durante esa campaña, al menos desde el norte. La victoria de Mesolongi dio esperanzas a los griegos en una posible victoria final. Además, las naciones de Europa occidental comenzaron a interesarse por la suerte de los griegos, que parecían poder ganar la contienda contra el Imperio otomano.

## Segundo asedio (octubre-diciembre 1823)

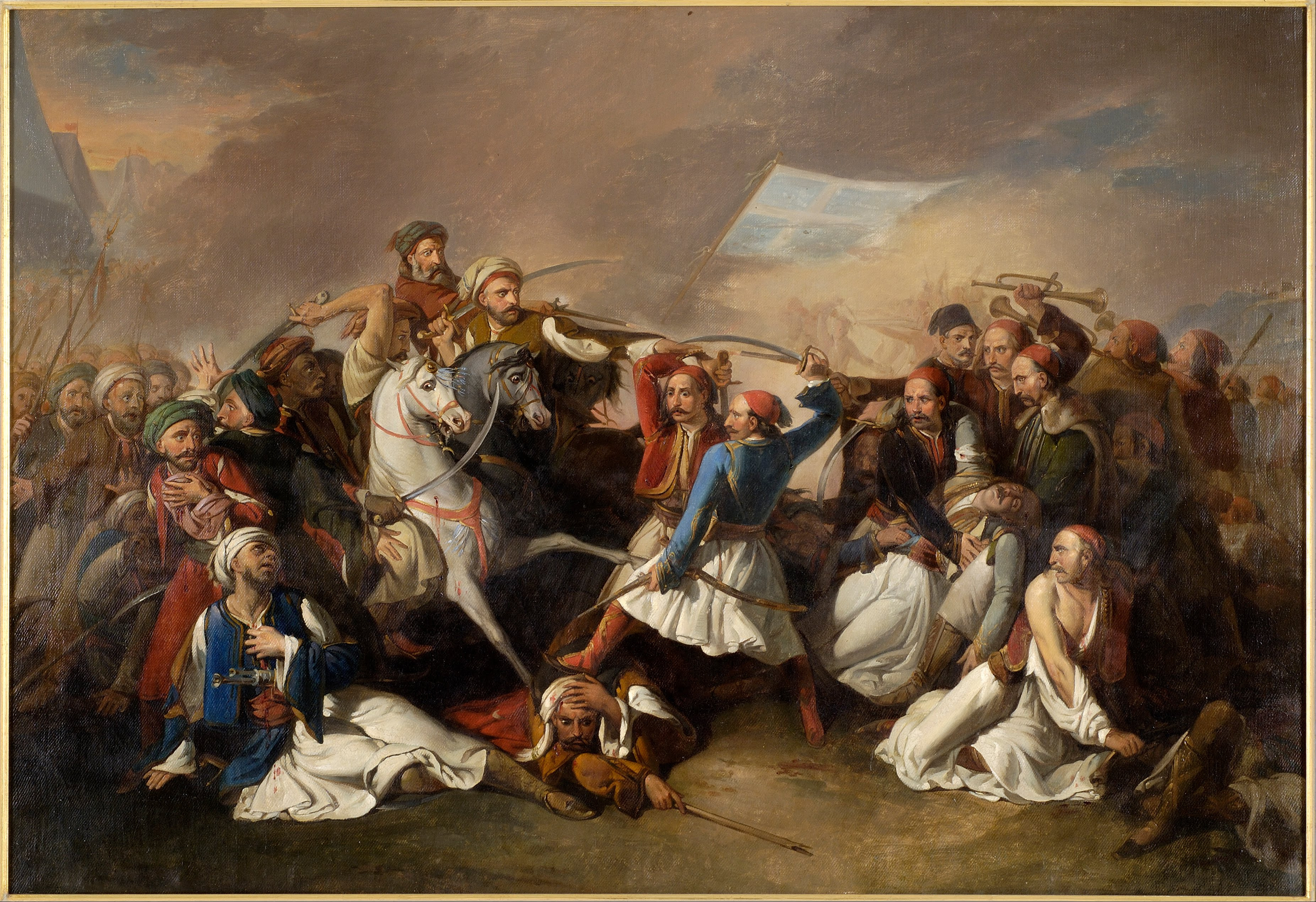
La muerte de Markos Botsaris, por Filippo Marsigli.

En 1823 los griegos aprovecharon el periodo de respiro antes de la campaña siguiente —y tal vez también las donaciones de los filohelenos— para mejorar las fortificaciones. Se confió esta tarea al ingeniero Coccini. Se construyó una nueva muralla, a cuyos baluartes se les dio nombres de héroes de la guerra de independencia como Botsaris, Makris, Kyriakoulis Mavromichalis, Kanaris, Sachtouris, Miaoulis, Drakoulis (un dramaturgo muerto en la batalla de Dragatsani), Normann (un general filoheleno fallecido durante un asedio anterior y enterrado en la ciudad) y Byron, y también de personalidades ilustres por haber participado en guerras de independencia, como Benjamin Franklin, Guillermo Tell, Kościuszko, Skanderbeg, Guillermo de Orange, de intelectuales como Rigas o Koraís, y de otros como el ingeniero de fortificaciones Montalembert, el antiguo obispo de Arta Ignacio, lord Sheffield (un inglés que había socorrido a los griegos de Coccini en Italia) y el tío y benefactor de Coccini. El parque artillero de los defensores se amplió hasta los cincuenta cañones, de los que cuatro eran obuses.
En la primavera de 1823, el sultán emprendió una contraofensiva en Grecia, dirigida por Mehmet bajá. Una parte del ejército, mandada por el bajá de Skodra Moustaï y compuesta por trece mil hombres, tenía que retomar el asedio de Mesolongi. El suliota Markos Botsaris intentó con dos mil quinientos montañeses acarnanianos y etolios y cuatrocientos cincuenta suliotas detener el avance otomano el 8 de agostojul./ 20 de agostogreg.. Murió en los combates y su cuerpo fue enterrado en Mesolongi. Además de Botsaris, los griegos solo habían perdido sesenta hombres. Las pérdidas otomanas fueron bastante mayores, ochocientos muertos. El hermano de Markos, Constantino, tomó el mando de la tropa de su hermano, pero los griegos fueron derrotados en los combates siguientes y no consiguieron detener a sus enemigos.
Moustaï se unió a los tres mil albaneses de Omer Vrioni y cercó el pueblo de Anatolikon, que comenzó a bombardear el 17 de octubre. A pesar de los dos mil proyectiles que lanzó contra la localidad, Anatolikon sufrió escasos daños. El 20 de octubre, Moustaï tuvo que renunciar a cortar la ruta marítima de abastecimiento de Mesolongi. Los bajeles griegos lograban abrirse camino en las aguas someras de la bahía, allá donde los navíos otomanos no podían aventurarse. Los asediados continuaban recibiendo abastos, mientras que los sitiadores sufrían hambre y enfermedades que habían causado ya dos mil bajas otomanas; además, surgieron disputas entre los guegos de Moustaï y las toscos de Vrioni. Para no tener que afrontar un asedio de invierno, Moustaï decidió ponerle fin el 11 de diciembre. Los defensores griegos habían perdido doscientos hombres.

## Byron en Mesolongi

La llegada de Byron a Mesolongi. Alexandros Mavrokordatos es el hombre con levita negra que lo recibe.

En Europa occidental, la causa griega se volvió el símbolo de la lucha de los liberales y la encarnación de todas sus causas: la libertad, el derecho de los pueblos a gobernarse por sí mismos y la lucha contra la opresión de una monarquía conservadora y arcaica. En consecuencia, una corriente de simpatía hacia los griegos insurrectos recorrió las filas liberales europeas. Entre ellos, los más comprometidos adoptaron el nombre de filohelenos y se organizaron en comités por toda Europa y también en América. Su principal actividad fue la colecta de fondos para adquirir armas. La entrega de este dinero se confió a los más intrépidos. El poeta británico lord Byron, que residía en el continente desde hacía varios años, recibió el encargo del Comité Filoheleno de Londres, presidido por su amigo John Cam Hobhouse con el que había visitado Grecia en al década de 1810, de entregar las contribuciones de los filohelenos a los griegos. Byron zarpó de Génova con rumbo a Cefalonia en 1823 con un cargamento de armas y de oro. Alexandros Mavrokordatos logró convencerlo de pasar al continente.
Algún tiempo antes de desembarcar en Mesolongi, lord Byron escribió en su diario (el 17 de diciembre):

Los turcos ya no están frente a Mesolongi, y nadie sabe por qué han partido dejando tras ellos provisiones y municiones. La guarnición no ha efectuado salida alguna, al menos ninguna eficaz; no han cercado Mesolongi este año, se han limitado a bombardear Anatolikon.

Lord Byron desembarcó el 5 de enero de 1824. Fue recibido por Mavrokordatos, que había llegado en diciembre. Los suliotas se habían instalado definitivamente en la ciudad, pero ya no combatían, porque no habían recibido su paga. Byron utilizó parte de su fortuna para pagarles. Reclutó quinientos, a los que se propuso inculcar la disciplina militar occidental, aunque finalmente tuvo que renunciar. Fracasó también con los griegos con los que sustituyó a los suliotas. La fiebre que había contraído durante su viaje de 1811 resurgió debido al aire malsano de los pantanos de la región. Falleció el 7 de abriljul./ 19 de abrilgreg., día de Pascua. Por ello se lo consideró un mártir de la causa filohelena.

## Tercer asedio (abril-octubre 1825)

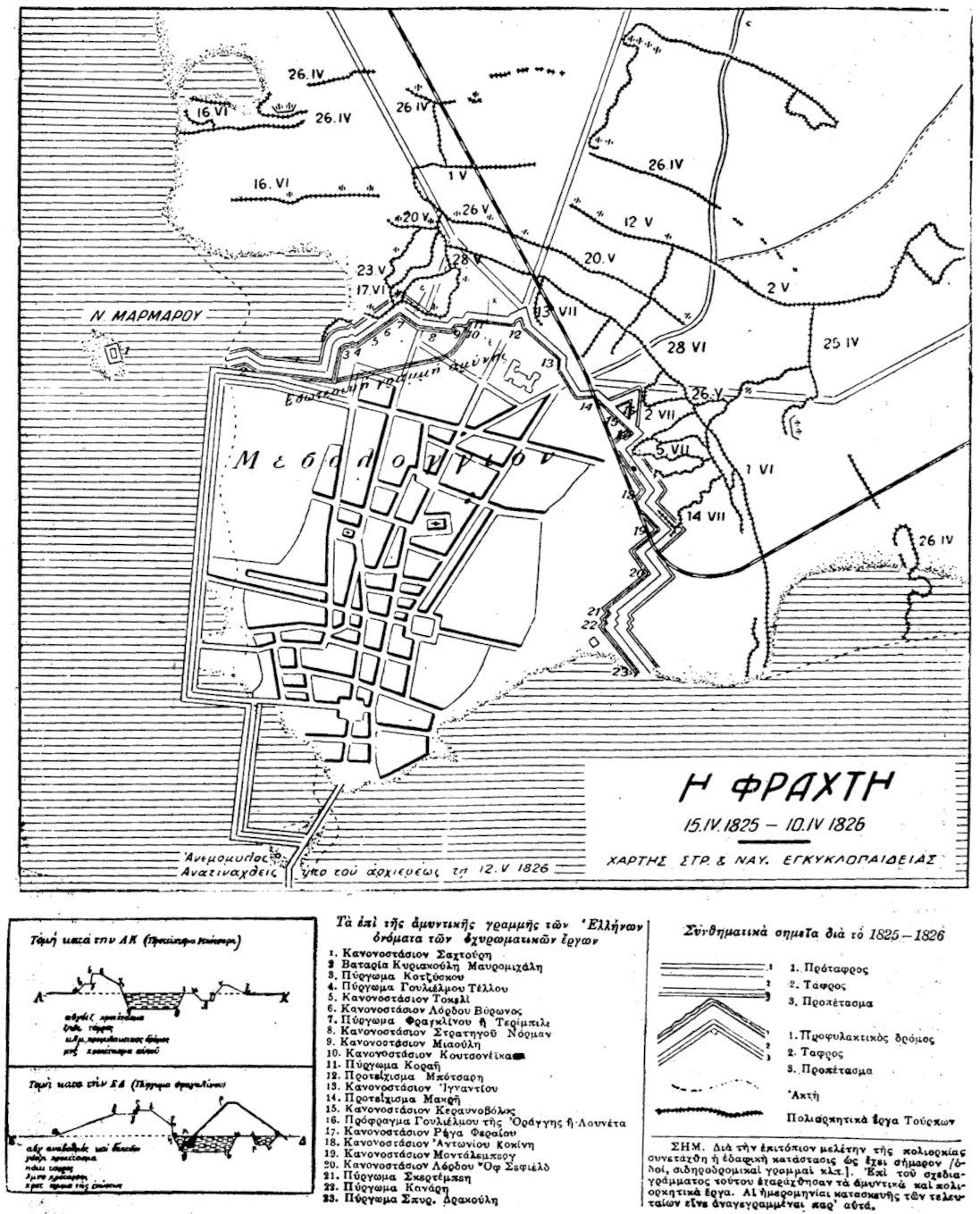
Plano de las fortificaciones después de 1824 y las trincheras de asedio turco-egipcias.

En marzo de 1825, los otomanos asediaron nuevamente la ciudad que tan importante era para los dos enemigos por su posición geográfica. El puerto constituía efectivamente la última posición griega en el oeste de la Grecia continental. Para los otomanos, las humillaciones padecidas durante los asedios de 1822 y 1823 habían incrementado su deseo de apoderarse de la ciudad, por cuestión de honor. El sultán había enviado a su mejor general, Rachid bajá, conocido como Kioutagi, que había participado ya en el primer sitio, a quien se cree que amenazó diciendo: «¡O Mesolongi o tu cabeza!». El general disponía de veinte mil hombres, de ellos tres mil zapadores. El cerco de Anatolikon comenzó el 11 de abriljul./ 23 de abrilgreg., y el de Mesolongi, el 15 de abriljul./ 27 de abrilgreg.. Sin embargo, los artilleros otomanos tardaron en disponer sus baterías. El 17 de mayo, tan solo habían colocado en posición tres cañones y dos obuses. Los defensores griegos estorbaban la tarea, ya que los otomanos tenían que trabajar a tiro de los griegos. Defendían Mesolongi tres mil griegos, muchos de ellos suliotas. Durante el mes de junio, mil quinientos voluntarios bajaron de las montañas para reforzar la ciudad. Las defensas se habían reforzado tras el primer cerco de la ciudad, que contaba con cuarenta y ocho viejos cañones de hierro de distintos calibres. El Gobierno central había nombrado un comité de tres notables responsable de la defensa (dos comerciantes y un funcionario). Sin experiencia militar, habían delegado el mando en los diversos capitanes, que se reunían todos los días acordar los planes defensivos. No obstante, el mando principal de la plaza lo tenía Notis Botsaris, que los coordinaba. El filoheleno suizo Johann Jacob Mayer publicaba en la ciudad una gaceta para mantener la moral de los habitantes. Este periódico se considera el primero de Grecia. A los sitiadores los abastecían desde Naupacto y Patras.
Durante dos meses, el cerco causó pocas víctimas en los dos bandos. Las brechas abiertas por los zapadores otomanos las cerraban la noche siguiente los civiles griegos, a los que se había confiado esta tarea (mujeres, niños y ancianos). En junio, una flota mandada por Giorgos Negkas reabasteció a los asediados. Y, el 20 de junio, pudieron efectuar una salida. Los zapadores de los asediados hicieron estallar una mina en el muro de circunvalación que habían construido los ingenieros austríacos al servicio de los otomanos. El ataque permitió a los griegos matar un centenar de soldados enemigos.

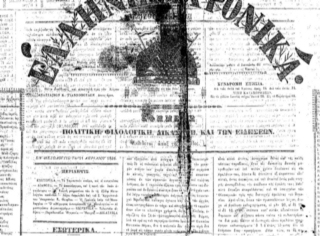
Ellinika chronika. El periódico de Mesolongi de J. J. Mayer, considerado el primero que apareció en Grecia.

Mientras las comunicaciones marítimas fueron posibles, los asediados recibieron provisiones y municiones del Peloponeso y de las islas jónicas. Pero, el 28 de juniojul./ 10 de juliogreg., el almirante otomano Husrev bajá entró en la bahía con aproximadamente cincuenta y cinco bajeles turcos, egipcios y argelinos; la mayor parte transportaba municiones y provisiones, pero también llevaban nuevas piezas de artillería. Mesolongi quedó entonces aislada del resto de Grecia. Esta vez, fueron los otomanos los que recibieron abastos. Rachid bajá pidió a la ciudad que se rindiese. La respuesta de los asediados fue: «Las llaves de la ciudad cuelgan del extremo de nuestros cañones». El 2 de julio, una mina destruyó el bastión Botsaris y los otomanos intentaron penetrar en la ciudad. Fueron rechazados. Rachid bajá solicitó de nuevo la rendición de la ciudad. Los defensores se contentaron con enviar alcohol a los otomanos, indicando que era para darles arrestos, porque les sería difícil tomar la ciudad. El 18 de julio, los sitiadores conquistaron el bastión Franklin y colocaron su bandera en el baluarte, lo que afectó a la moral de los sitiados. A pesar de todo, el contraataque griego impidió que los otomanos irrumpiesen en la población; al final del día, los griegos habían recuperado el bastión. Los combates causaron quinientas muertes.
El 23 de juliojul./ 4 de agostogreg., el almirante griego Andreas Miaoulis consiguió forzar el bloqueo y llevar provisiones a la ciudad. Atacó a la flota otomana con cuarenta barcos y algunos brulotes. Las naves otomanas se retiraron al puerto de Alejandría y abandonaron el bloqueo; las embarcaciones griegas destruyeron luego una parte de la flotilla de barcas de los sitiadores que ocupaba la laguna. Algunos días más tarde, las tropas mandadas por Georgios Karaiskakis, jefe militar de Grecia occidental, y Kitsos Tzavelas, acometieron a la retaguardia otomana; se organizó un ataque combinado contra el campamento de Rachid bajá la noche del 25 de juliojul./ 6 de agostogreg.: la guarnición realizó una salida con un millar de hombres contra las trincheras otomanas, mientras que Karaiskakis atacaba por la retaguardia con quinientos hombres. Envió luego tropas a reforzar la guarnición de Mesolongi, para socorrerlos.
El 19 de agostojul./ 31 de agostogreg., los griegos rechazaron un nuevo ataque al sector Franklin y desbarataron parte de las obras de asedio que los otomanos habían tardado tres semanas en realizar. El 28 de septiembre, Karaiskakis se apoderó en Anfiloquía de las vituallas destinadas a los otomanos. El 19 de septiembrejul./ 1 de octubregreg. se produjo un nuevo asalto, nuevamente fracasado.
Como el sultán había concedido a Rachid bajá hasta el Bayram (Aïd para los otomanos) para cumplir su misión, este intentó un último asalto desesperado que fracasó nuevamente. Sus tropas sufrían cada vez más hambre y enfermedades. Los soldados comenzaban a desertar y las salidas de los asediados minaban también la moral de sus tropas. El 18 de octubre de 1825, Rachid bajá interrumpió el sitio y se retiró a un campo fortificado, situado a un kilómetro de la ciudad.

## Cuarto sitio (enero-abril de 1826)

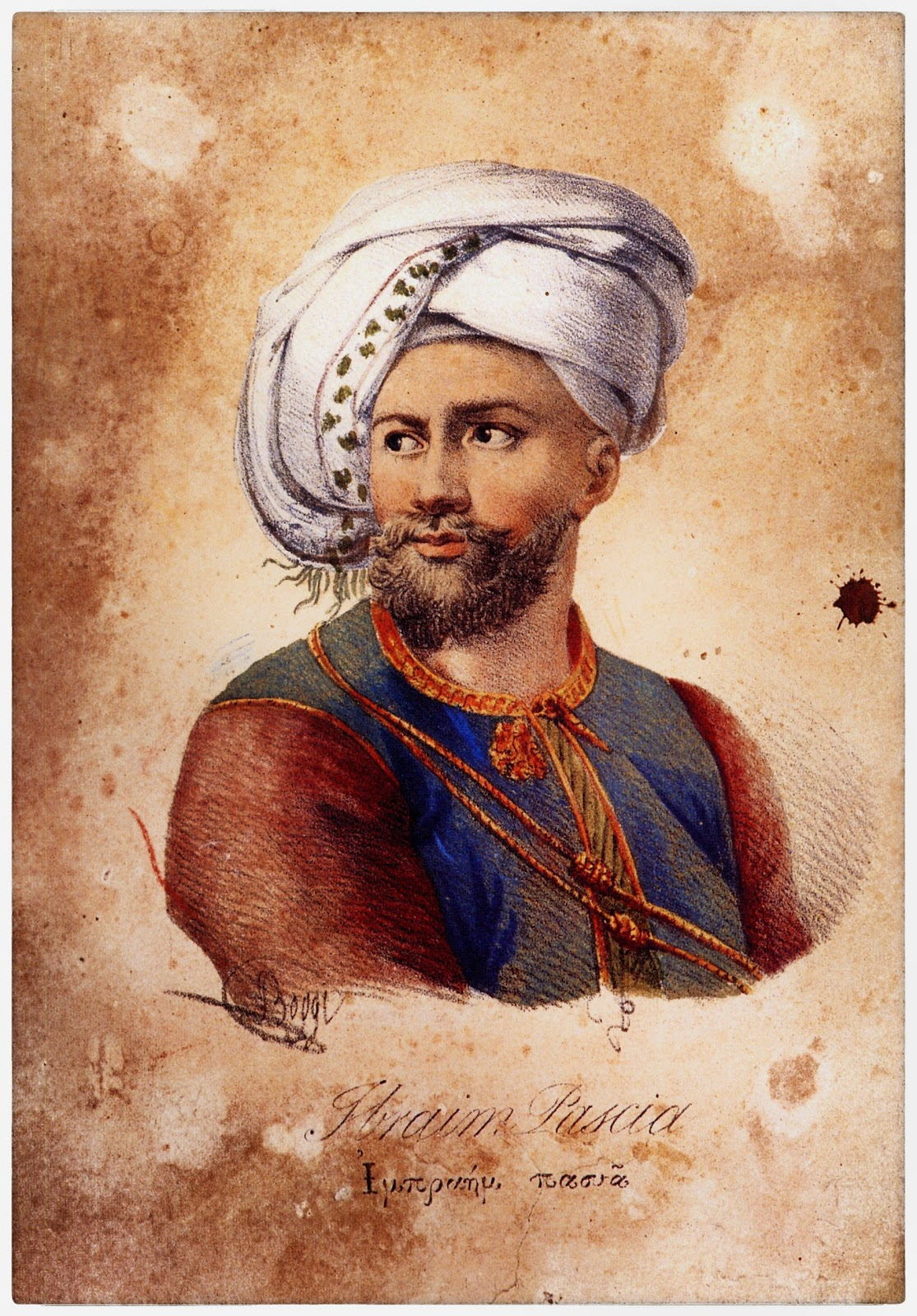
Ibrahim bajá, principal responsable del cuarto y último cerco de Mesolongi, que acabó con su conquista.

### Asedio
El sultán había solicitado la ayuda de Mehmet Alí, su vasallo egipcio. Este último había enviado a su hijo Ibrahim bajá, que había desembarcado en el Peloponeso el 26 de febrero de 1825 y lo había reconquistado. La derrota de Rachid bajá ante Mesolongi reforzaba todavía más el brillo de sus victorias. Quiso acrecentar aún más su reputación y el prestigio de las tropas egipcias venciendo allí donde las tropas turcas habían fracasado.
Envió una parte de su flota a bloquear Mesolongi en noviembre de 1825, después atravesó el golfo de Corinto desde Patras con sus tropas y puso sitio a la ciudad el 24 de diciembrejul./ 5 de enerogreg.). Los trabajos de reparación de las fortificaciones dañadas por el último asedio no habían concluido aún. Numerosos habitantes, civiles que había que alimentar, habían vuelto al marcharse los otomanos. Ibrahim bajá se mofó de Rachid bajá, indicando que en ocho meses no había sido capaz de conquistar «el claustro». Se refería de esta manera a las murallas de la ciudad. Afirmó que en quince días él lo lograría.
Hacia mediados de enero, Miaoulis consiguió nuevamente abastecer la ciudad. No obstante, la operación fue más difícil que las veces anteriores. La hacienda griega no contaba con fondos. Hacía falta escoger: pagar a los marineros para que transportasen los víveres desde Hidra o comprar la carga. Los marineros acabaron por renunciar a su paga y los filohelenos enviaron nuevas donaciones. Ante Mesolongi, la flota de Miaoulis se enfrentó a una fuerte oposición de la flota egipcia, pero consiguió a pesar de todo alcanzar la ciudad, aunque perdió algunos barcos en los combates.
El 12 de febrerojul./ 24 de febrerogreg., los trabajos de asedio habían concluido e Ibrahim bajá comenzó el bombardeo. Entre el 25 y el 27 de febrero, sus cuarenta cañones y obuses dispararon ocho mil balas y bombas sobre la ciudad. Los daños que causaron fueron considerables. En sus Crónicas helénicas, Ellinika chronika, Mayer, favorable a los asediados, informó que los obuses de los morteros mataron a decenas de personas. No obstante los hombres de Ibrahim bajá fueron incapaces de tomar los muros de la ciudad, a pesar de un triple asalto nocturno realizado a finales de febrero. Ibrahim bajá tuvo que reconocer que no podría conquistar la plaza con sus solas fuerzas y solicitó ayuda a Rachid bajá; la unión de los dos ejércitos selló la suerte de Mesolongi.
La flota de Ibrahim bajá logró bloquear completamente el puerto e impedir la llegada de todo nuevo abastecimiento a la ciudad y los islotes que protegían la ciudad por el lado de la bahía cayeron en manos de los sitiadores. Vasilidi, defendido por un centenar de combatientes, cayó en manos de Hussein Bey, cuñado de Ibrahim bajá, el 25 de febrerojul./ 9 de marzogreg., después de que una bomba hiciese saltar por los aires un polvorín. La explosión dejó únicamente tres supervivientes. Dolma cayó el 2 de marzojul./ 14 de marzogreg. y sus doscientos defensores perecieron. Anatolikon capituló el 3 de marzojul./ 15 de marzogreg.; Ibrahim bajá perdonó la vida a los defensores, con la esperanza de que Mesolongi siguiera el ejemplo del fuerte. Los dos bajás intimaron nuevamente a la plaza a rendirse, pero la respuesta fue: «moriremos, pero no nos rendiremos. Ocho mil armas ensangrentadas no se rinden». En realidad, los asediados exageraban su número para acobardar a los otomanos. El 3 de abriljul./ 15 de abrilgreg. Miaoulis se aproximó con una treintena de barcos para forzar el bloqueo naval, pero resultó derrotado y el almirante no pudo ya socorrer la ciudad. El bombardeo de los sitiadores prosiguió y la moral de la población empeoró.
En la Ellinika chronika de Mayer se lee:

Sufrimos hambre, sed y numerosas enfermedades. Mil setecientos cuarenta de nuestros hermanos han perecido ya. Más de cien mil bombas lanzadas por el enemigo han destruido las defensas y las casas. Sufrimos la tortura del frío porque nos falta la leña. Cuando uno piensa en todo de lo carecemos, resulta increíble contemplar el valor y el brío de nuestros defensores. Dentro de algunos días, todos estos valientes no serán sino sombras de ángeles, mártires ante el trono de Dios que denunciarán la indiferencia del mundo cristiano. En el nombre de todos nuestros campeones, declaro que hemos jurado antes Dios defender cada rincón de la tierra de Mesolongi. Preferimos sucumbir bajo las ruinas de nuestra ciudad que pensar en la rendición. Vivimos nuestros últimos momentos. La Historia juzgará y las generaciones futuras lamentarán nuestra suerte. A mí, el pensar que la sangre de un suizo, descendiente de Guillermo Tell, se mezclará con la de los héroes griegos me llena de orgullo.

El alto comisario de las República de las Islas Jónicas, sir Frederick Adam, intentó que se firmase un tratado de paz, en vano.

### Salida (Exodos)

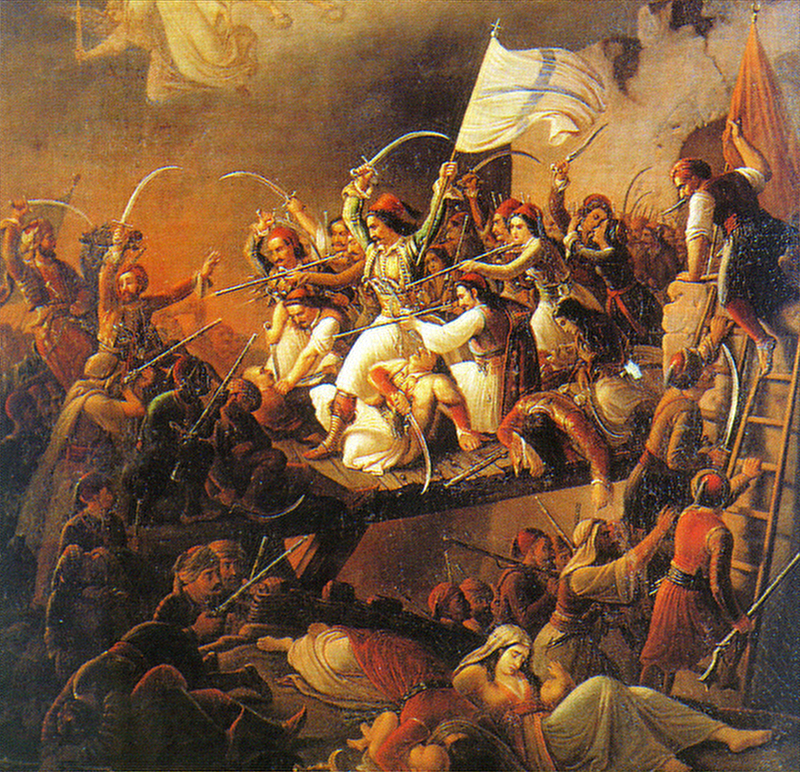
La Salida de Missolonghi, de Theodoros P. Vryzakis. El intento de los sitiados de zafarse del cerco resultó un fracaso. Los otomanos, prevenidos, desbarataron el intento y apenas unos cientos de los griegos lograron su objetivo.

La situación se tornó desesperada para los defensores de la ciudad: morirían de hambre si permanecían en Mesolongi. Por el contrario, arriesgaban la vida si intentaban una salida, pero tenían una oportunidad de sobrevivir. Después de aproximadamente un año de resistir en la ciudad, los jefes griegos, Notis Botsaris, Kitsos Tzavellas y Makris, elaboraron un plan para escaparse. Georgios Karaiskakis tenía que atacar a los otomanos por la retaguardia para desviar así su atención y permitir a los asediados escapar de la ciudad. De los nueve mil habitantes, aproximadamente siete mil estaban lo bastante fuertes como para tomar parte en el plan. Los que se quedaron, tanto los heridos graves que no podían moverse como algunos defensores dispuestos a sacrificarse, conocían la suerte que les aguardaba.
El obispo de Préveza, Joseph, redactó una declaración que firmó toda la población:

En nombre de la Santísima Trinidad.

Al vernos todos, soldados y ciudadanos, jóvenes y viejos, despojados de toda esperanza, carentes incluso de lo esencial para sostener la vida tras cuarenta días de asedio, convencidos de haber cumplido nuestro deber como soldados fieles con la nación en el curso del cerco, considerando que si permanecemos un día más pereceremos en las calles; desesperando ya de recibir socorro alguno ni por mar ni por tierra para poder continuar sosteniendo la lucha, hemos decidido unánimemente, ya que somos los vencedores: que nuestras salida se realice a las dos de la mañana, la noche del sábado 10 de abril, al amanecer del Domingo de Ramos, con ayuda o sin ella.

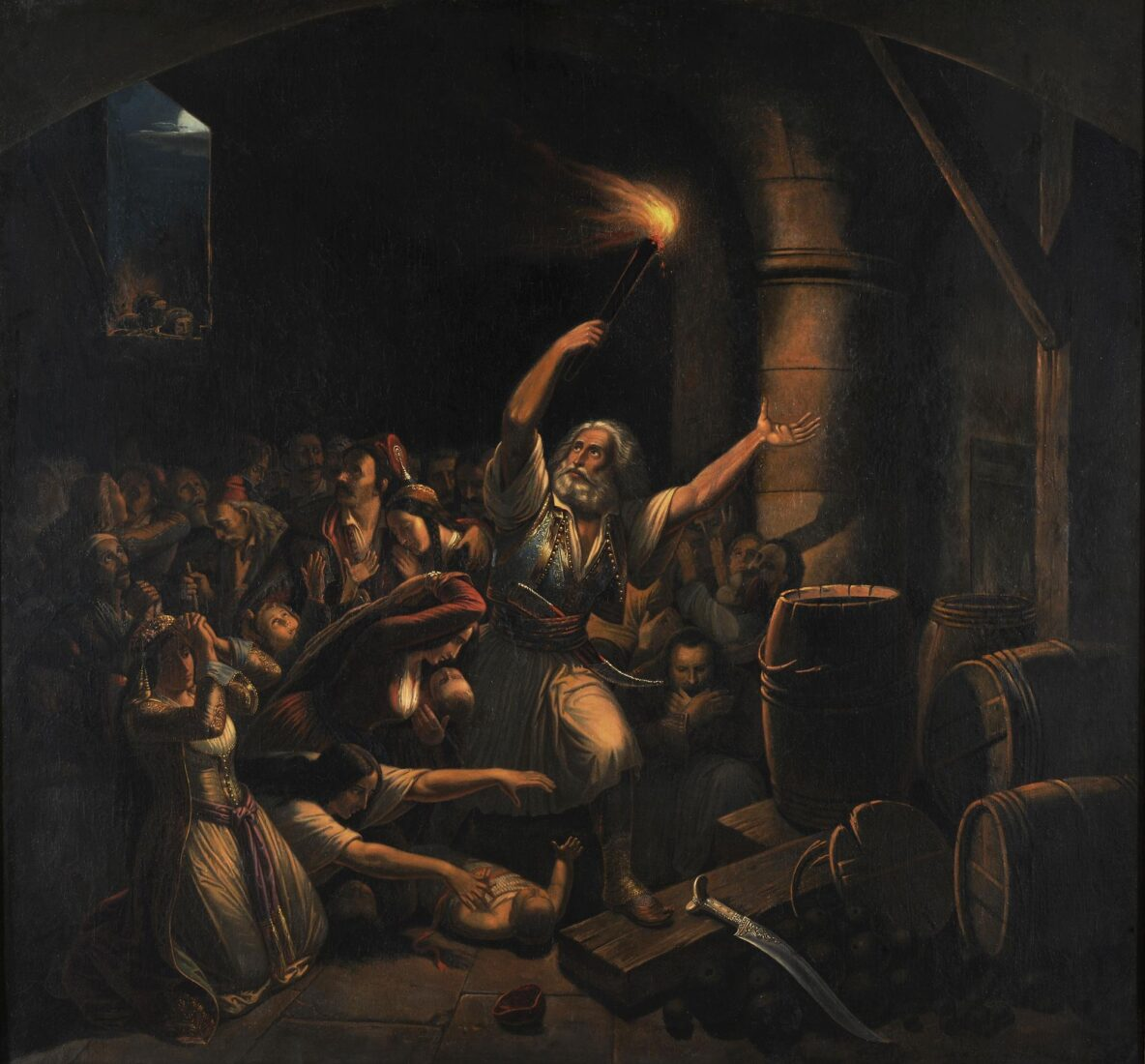
El incendio de las reservas de pólvora de Mesolongi., de Theodoros P. Vryzakis. Los defensores griegos, una vez fracasado el intento de atravesar las líneas enemigas, se volaron por los aires con las últimas reservas de pólvora de la ciudad.

En la noche del 22 al 11 de abriljul./ 23 de abrilgreg., se formaron tres columnas, mandadas respectivamente por Botsaris, Tzavellas y Makris. Aproximadamente dos mil hombres armados formaban tanto la vanguardia como la retaguardia. Entre ellas, se hallaba el tercer grupo, que reunía a cinco mil ancianos, mujeres y niños, también armados. Algunas mujeres iban vestidas de hombre, se habían armado y se habían unido a los hombres. Los sitiadores, sin embargo, parece ser que fueron advertidos por un desertor búlgaro. Ibrahim bajá decidió dejar pasar a los griegos: prefería que abandonaran la ciudad y que esta quedase indefensa y enfrentarse a ellos en campo abierto.
Los asediados cargaron fuera ya de las murallas, bajo el fuego de los otomanos, que se hallaban en posición defensiva. Chocaron con las diferentes obras erigidas por los otomanos precisamente para estorbar toda salida de los defensores. Cuando cargó la caballería egipcia, la mayoría de los griegos entraron en pánico y se replegaron hacia la ciudad. Los soldados albaneses al servicio de los bajás los persiguieron. Aunque los soldados griegos lograron recobrar el orden, no pudieron evitar la matanza. De las siete mil personas aproximadamente que habían intentado huir del cerco, solo aproximadamente mil ochocientos hombres y mujeres consiguieron a hacerlo sanos y salvos.
A la mañana del día siguiente, Domingo de Ramos, los turcos y egipcios entraron en la ciudad. Los griegos, dirigidos por Kapsalis, se volaron por los aires con sus reservas de pólvora, para evitar tener que rendirse. Los supervivientes fueron asesinados o vendidos como esclavos. Los otomanos colocaron tres mil cabezas cortadas en las murallas.

### Consecuencias
Después de este episodio heroico y homicida, la corriente de simpatía por la causa griega aumentó en Europa occidental. La muerte de Byron, considerada un martirio, había alimentado ya el filohelenismo; la suerte de Mesolongi tras la «salida» infructuosa acentuó el fenómeno. Los más ilustres partidarios de los griegos, artistas reconocidos, pusieron su arte al servicio de la causa griega. Su propaganda, por su calidad y cantidad, mantuvo vivo el interés occidental por la insurrección, pero también atizó la mala conciencia de los Gobiernos.
Así, Chateaubriand escribió en su «Nota sobre Grecia» (donde llamaba a ayudar a la Grecia insurgente) que precedió en 1826 a su Itinerario de París a Jerusalén, cuando tuvo noticia de Ibrahim bajá acudía a colaborar con Rachid bajá:

Mesolongi, casi sin defensas, ha rechazado dos veces a los bárbaros que habían sobrepasado sus muros.

Esperamos aún que Mesolongi no haya sucumbido, que sus habitantes, gracias a un nuevo prodigio de valentía, hayan dado a la cristiandad por fin despierta el tiempo suficiente de acudir en su auxilio. Pero, si no es así, cristianos heroicos, si resulta cierto que, en el momento de expirar, nos habéis encargado la salvaguarda de vuestra memoria, si nuestro nombre ha logrado el honor de contarse entre las últimas palabras que hayáis pronunciado, ¿qué podríamos hacer para mostrarnos dignos de cumplir el testamento de vuestra gloria? ¿Qué son comparadas con tantas hazañas y tantas adversidades los inútiles discursos? Un sola espada, desenvainada por una causa tan sagrada, habría valido más que todas las arengas de la tierra.

Victor Hugo escribió Les Orientales («Las Cabezas del serrallo») en 1826 :

Hermanos, Mesolongi, humeante, nos llama,
Los turcos han cercado sus murallas generosas.
Devolvamos sus naves a sus lejanas ciudades.
(...)
¡Mesolongi! ¡Los turcos! Cantemos, camaradas,
Los cañones de sus fuertes, la flota de sus puertos.

Rossini, director del Teatro de los Italianos desde 1824, organizó, el 3 de abril de 1826 un concierto a favor de los asediados.[cita requerida]
Estudiantes parisinos organizaron una manifestación que cuando supieron de la caída de Mesolongi. Tras acudir a las Tullerías, lograron que Carlos X, saliese al balcón y prometiese ayudar los griegos.
Un estudiante alemán, Sprewitz, fundó la Asociación de la Juventud. Celebró seis congresos con el fin de organizar un cuerpo expedicionario para Grecia. Blanqui emprendió en octubre de 1828 un viaje a Morea para ayudar a la Grecia insurgente. Su expedición, en compañía de su amigo y camarada de estudios, Alexandre Plocque, acabó, sin embargo, en Puget-Théniers, ya que los viajeros carecían de pasaportes.
Eugène Delacroix conoció con el cuadro de Grecia sobre las ruinas de Mesolongi (1826) el mismo triunfo que con las Escenas de las masacres de Quíos (1824). Chateaubriand y Palmerston pronunciaron discursos a favor de Grecia ante sus Parlamentos respectivos. El arqueólogo y anticuario alemán Niebuhr hizo discursos que permitieron recaudar fondos para los comités filohelenos alemanes. El suizo Jean-Gabriel Eynard y el rey Luis I de Baviera emplearon parte de su fortuna en comprar las mujeres y niños de Mesolongi vendidos como esclavos en Egipto. Aleksandr Pushkin defendió la causa de la insurrección griega en Rusia. Émile Souvestre se dio a conocer gracias a su obra de teatro El asedio de Mesolongi en 1828.
El Tratado de Londres se firmó el 6 de julio de 1827. Francia, Rusia y el Reino Unido reconocieron la autonomía de Grecia, que quedaría vasalla del Imperio otomano. Las tres potencias acordaron realizar una intervención limitada con el fin de convencer a la Sublime Puerta de aceptar los términos del tratado. Se aprobó el envío de una expedición naval. Una flota conjunta rusa, francesa y británica partió para conminar a Constantinopla a aceptar el tratado. Sin embargo, la batalla de Navarino, imprevista y más bien debida a un encuentro casual entre la flota otomana y la tripartita, acabó con la destrucción de la flota turco-egipcia. Luego, Francia envió una expedición terrestre a la península, la expedición de Morea.
Así, la conquista de Mesolongi precipitó la intervención de las potencias europeas y permitió la liberación final de Grecia en la guerra de independencia.

### Epílogo: la reconquista
Hicieron falta dos años para que los griegos retomaran Mesolongi. El 15 de diciembrejul./ 27 de diciembregreg., la Karteria, barco de guerra de vapor, mandada por el capitán Frank Abney Hastings, desembarcó soldados en el islote de Vasilidi. Estos se apoderaron del fuerte. Hastings fue luego herido mortalmente durante el desembarco de Anatolikon del 23 de mayo (11 de mayo del calendario juliano) de 1828. El 3 de mayojul./ 15 de mayogreg., cuatro mil soldados griegos mandados por Augustinos Kapodistrias cercaron la ciudad. Los defensores otomanos se rindieron sin combatir.
En el siglo XXI, la ciudad aún está rodeada de murallas. La puerta principal es la «Puerta de la Salida» de 1826. Justo al lado de esta puerta, en un gran parque, se encuentra el heroön o «Jardín de los Héroes» dedicado a los defensores de la ciudad caídos durante los sucesivos asedios. Un túmulo central acoge a los anónimos. A su derecha, se encuentra la tumba de Markos Botsaris del escultor francés David d'Angers y después el monumento a Byron, que contiene el corazón del poeta filoheleno. El museo de la ciudad conmemora los asedios con numerosas piezas, entre ellas el cuadro Grecia sobre las ruinas de Missolonghi de Delacroix. La Sociedad Byron mantiene también regularmente coloquios en Mesolongi.